# Rūdolfs Pērle
Pour les articles homonymes, voir Perle (homonymie).
Rūdolfs Pērle (9 mai 1875 à Mēri - 30 juin 1917 à Saint-Pétersbourg en Russie) est un peintre letton.

## Quelques œuvres

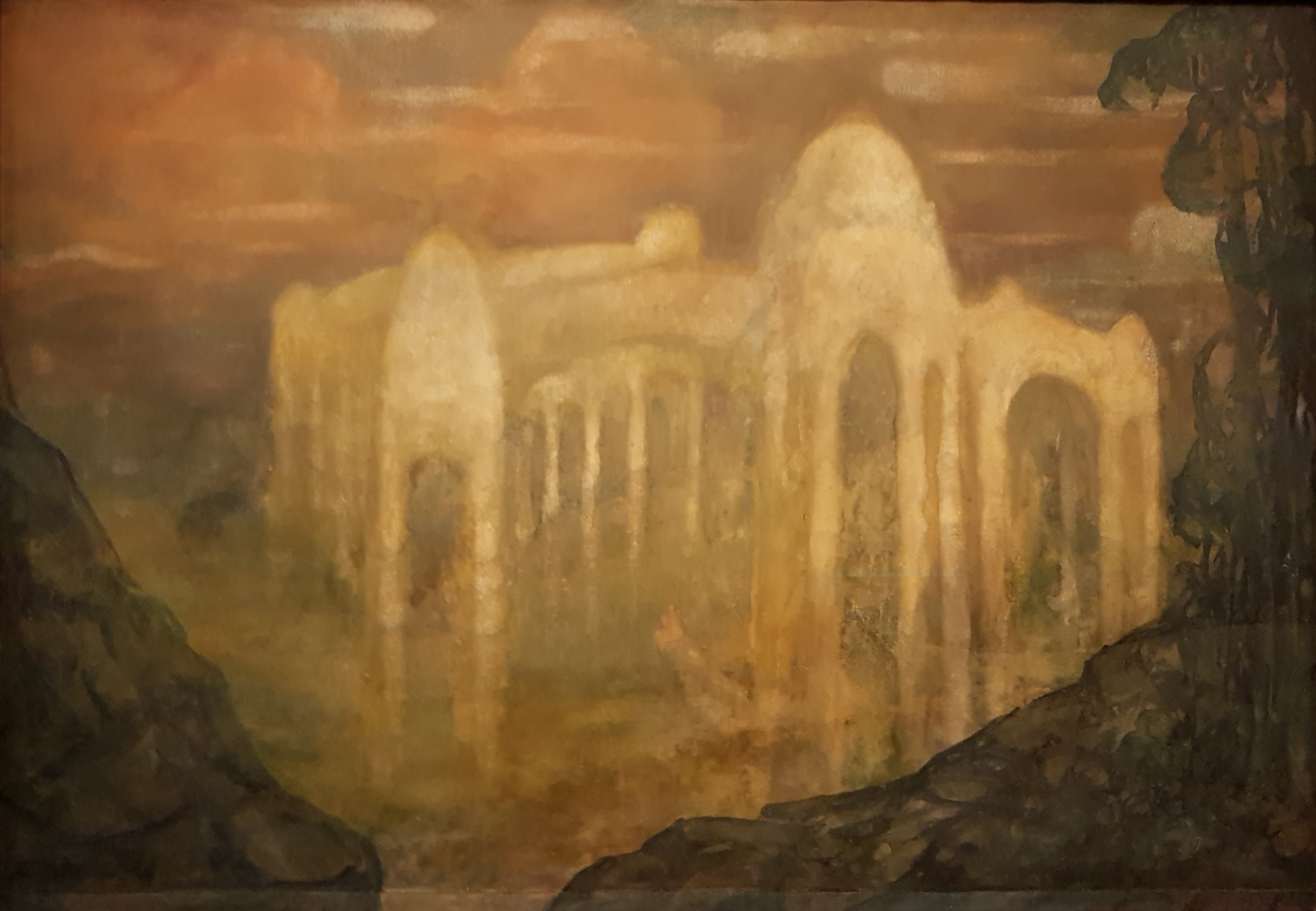
Château fantastique  (Brīnumu pils) - 1915
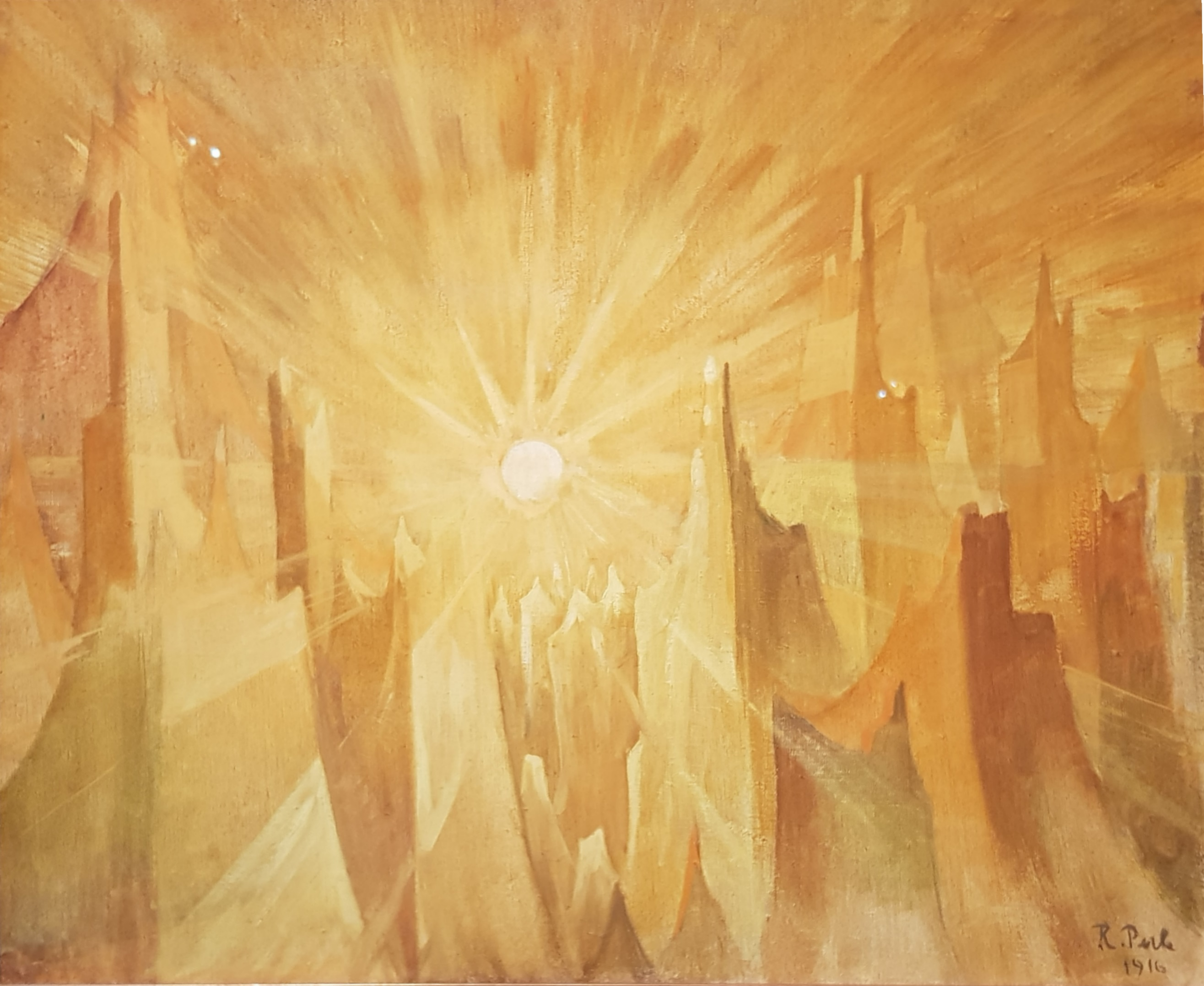
Soleil  (Saule) - 1916
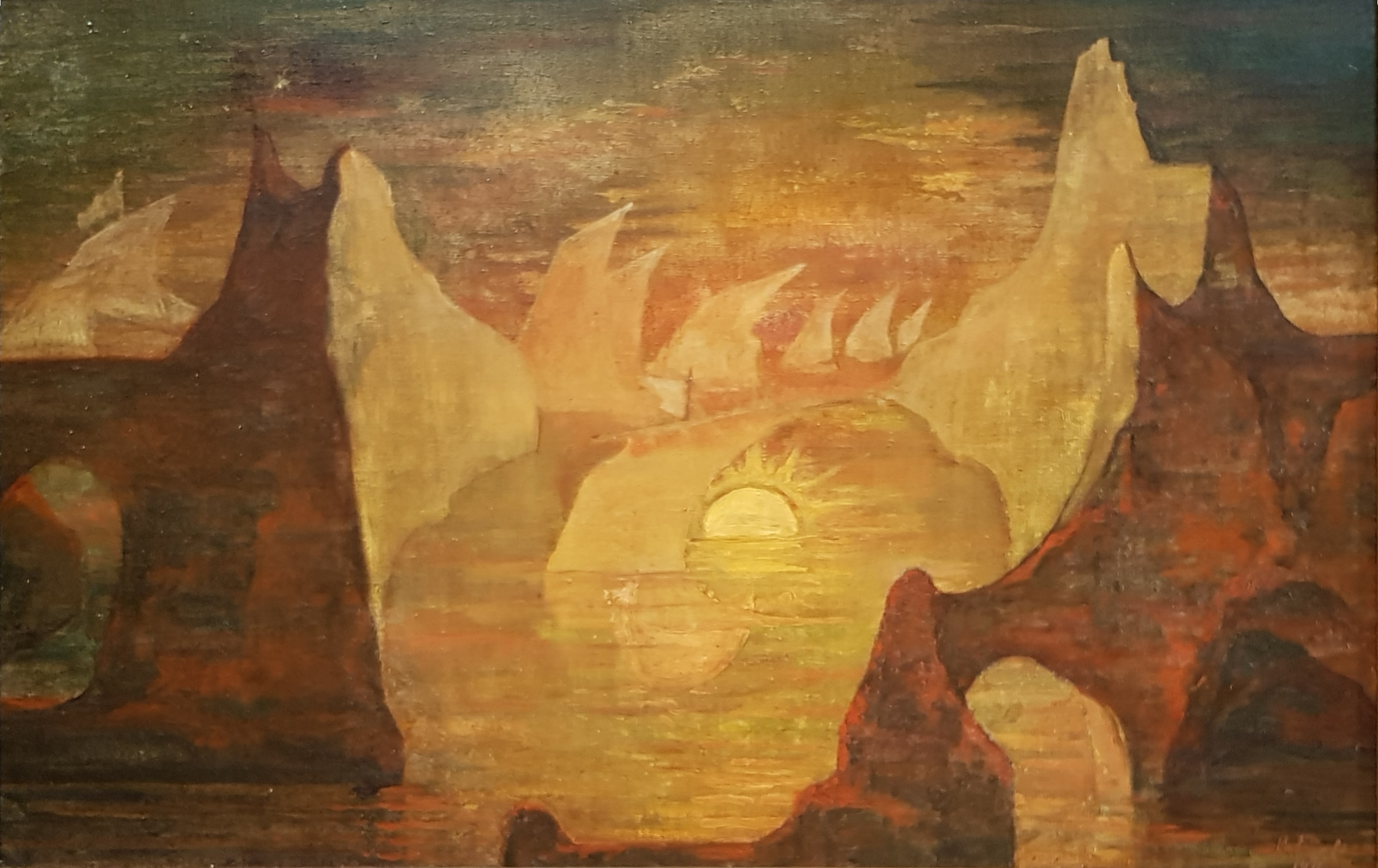
Le Soleil au crépuscule. Motif de chant populaire  (Saulīt vēlu vakarā) - 1916